# معركة تحرير ديالى
تحرير ديالى أو معركة ديالى أو عمليات تحرير ديالى هي عملية عسكرية واسعة النطاق تهدف لتحرير كامل محافظة ديالى من سيطرة تنظيم الدولة الإسلامية (داعش) شملت مناطق أطراف المحافظة التي سيطر عليها داعش.

## الأحداث
سيطرة تنظيم داعش في شهر يونيو 2014 بالكامل على مدينة الموصل كبرى المدن العراقية التي تقع في شمال العراق وكان تنظيم داعش قد تقدم بتجاه المحافظات المحاذية للمدينة وقد سيطر التنظيم على أغلب مدن محافظة الأنبار ومحافظة صلاح الدين. وفي يو الأحد المصادف 25 يناير 2015 أعلن الأمين العام لمنظمة بدر هادي العامري تحرير جميع أراضي محافظة ديالى وخلوها من التنظيم.

## بداية العمليات العسكرية
بدأت العمليات العسكرية لتطهير مناطق شمال محافظة ديالى من سيطرة داعش في 18 نوفمبر 2014.

### ناحية العظيم
أعلن تحرير ناحية العظيم من سيطرة تنظيم داعش في 27 تموز 2014 وكانت أول المناطق المحررة من داعش في محافظة ديالى بعد معارك عنيفة وقُتل أكثر من 30 عنصر من داعش

### ناحية دلي عباس
في 25 يونيو 2014 أعلن عن تحرير ناحية دلي عباس شمال محافظة ديالى بعد سيطرة تنظيم داعش ثلاث ساعات الناحية.

### ناحية المنصورية
تعد ناحية المنصورية منطقة معقد الجغرافية وذلك بسبب كثرة الأراضي الزراعية وتم تحرير الناحية بعد معارك دامية وغرق منطقة المنصورية بسبب المياه.

### ناحية قرة تبة
أعلن عن تطهير ناحية قرة تبة من سيطرة داعش يوم 26 نوفمبر 2014 وكانت العملية تهدف إلى تأمين قرة تبة بعد تطهير 27 قرية زراعية بعد 8 ساعات من المعارك.

### ناحية سد العظيم
منطقة سد العظيم تقع في غرب بحيرة حمرين تحررت من سيطرة تنظيم داعش بتاريخ 14 نوفمبر 2014 أعلن تحريرها.

### ناحية السعدية
بدأت عملية تحرير ناحية السعدية من داعش في 18 نوفمبر 2014 وبعد معارك طويلة حررت في 24 نوفمبر 2014.

### ناحية جلولاء
كانت معركة جلولاء هي المعركة الأخيرة التي خسر داعش فيها كل شيء وقد تمكنت القوات العراقية المشتركة من تحرير ناحية جلولاء في 23 نوفمبر، 2014 بمساندة قوات البيشمركة والحشد الشعبي.

## نتائج العمليات العسكرية
نفذت القوات الامنية العراقية ما يقارب أكثر من 50 عملية عسكرية لتحرير كامل محافظة ديالى وبلغ خسائر القوات الامنية المشتركة حوالي 58 قتيل و482 جريح وبلغت خسائر تنظيم داعش أكثر من ألف قتيل بينهم 300 قتيل أحنبي وعربي[بحاجة لمصدر] وبدأت عمليات التحرير من ناحية العظيم ونتهت في منطقة مطبيجة

## الفصائل المشتركة في المعارك
1. منظمة بدر
2. عصائب اهل الحق
3. الشرطة الإتحادية العراقية
4. الجيش العراقي المتمثلة بالفرقة الخامسة المدرعة